# Pascualcobo
Pascualcobo és un municipi de la província d'Àvila, a la comunitat autònoma de Castella i Lleó.

## Demografia
| 1991 | 1996 | 2001 | 2004 | 2005 |
| ---- | ---- | ---- | ---- | ---- |
| 51   | 48   | 49   | 46   | 45   |